# Janžev Vrh
Janžev Vrh je naselje v Občini Radenci.